# Lijst van voetbalinterlands Servië en Montenegro - Uruguay
Deze lijst van voetbalinterlands is een overzicht van alle officiële voetbalwedstrijden tussen de nationale teams van Servië en Montenegro en Uruguay. De landen speelden in totaal een keer tegen elkaar: een vriendschappelijke wedstrijd op 27 mei 2006 in Belgrado. Voor het voetbalteam uit Servië en Montenegro was dit een oefenwedstrijd in de voorbereiding op het Wereldkampioenschap voetbal 2006.

## Wedstrijden
| № | Plaats   | Datum       | Competitie        | Wedstrijd                      | Uitslag |
| - | -------- | ----------- | ----------------- | ------------------------------ | ------- |
| 1 | Belgrado | 27 mei 2006 | Vriendschappelijk | Servië en Montenegro – Uruguay | 1 – 1   |

## Samenvatting
| Competitie        | Totaal gespeeld | Winst Servië en M. | Gelijk | Winst Uruguay | Doelsaldo Servië en M. – Uruguay |
| ----------------- | --------------- | ------------------ | ------ | ------------- | -------------------------------- |
| Vriendschappelijk | 1               | 0                  | 1      | 0             | 1 − 1                            |
| Totaal            | 1               | 0                  | 1      | 0             | 1 − 1                            |

## Details

### Eerste ontmoeting
| Vriendschappelijk (Belgrado, Servië en Montenegro, 27 mei 2006): |              | |
| Servië en Montenegro | 1 – 1        | Uruguay |
| Dejan Stanković 17' | goals        | 82' Diego Godín |
| Ilija Petković | bondscoach   | Oscar Tabárez |
| Dragoslav Jevrić Igor Duljaj Goran Gavrančić Mladen Krstajić 63' Ivica Dragutinović Ognjen Koroman 68' Predrag Đorđević Dejan Stanković 79' Albert Nađ Savo Milošević 57' Mateja Kežman 75' | opstellingen | Fabián Carini Andrés Scotti Carlos Valdez Diego Godín 68' Walter López Maximiliano Pereira Omar Pouso Guillermo Giacomazzi 90' Fabián Estoyanoff 61' Sebastián Abreu Gonzalo Vargas |
| Nikola Žigić 57' Nemanja Vidić 63' Danijel Ljuboja 68' Ivan Ergić 75' Saša Ilić 79' | wissels      | 61' Nicolás Olivera 68' Pablo Lima 90' Nicolás Vigneri |
| Igor Duljaj 56' Nemanja Vidić 81' | gele kaarten | 67' Walter López |
| - Debuut van Ivan Ergić (FC Basel) voor Servië en Montenegro. |              | |